# 宇宙機器人遊戲間
《宇宙機器人遊戲間》（又译作）是索尼互動娛樂（SIE）在2020年11月12日發售的PlayStation 5專用動作遊戲。

## 遊戲内容
在本作中，玩家必須要使用DualSense手把的各種功能，操控身為主角的「宇宙機器人」(Astro Bot)通關。與前作《宇宙機器人：救援任務》一樣，能在裡面進行跳躍、懸浮、攻擊、蓄力攻擊等各種動作。
遊戲的各種關卡以PlayStation 5的CPU為原型，然後區分為5個世界。各世界則以歷代PlayStation的主機為主題。
在玩家購入PlayStation 5時，就已經安裝在主機中，並能讓玩家藉此體驗主機以及DualSense手把的性能。
2024年6月到9月間，為了配合續作《宇宙機器人》的宣傳，所以有4次更新，讓玩家可以藉著在特定關卡找出遊戲角色來獲得對應的獎盃。

## 遊戲開發
是由Team ASOBI!（索尼互動娛樂日本工作室）在2018年開始開發。開發當時是以要展現PlayStation 5 DualSense手把技術以及功能為目標。